# Max Schenck

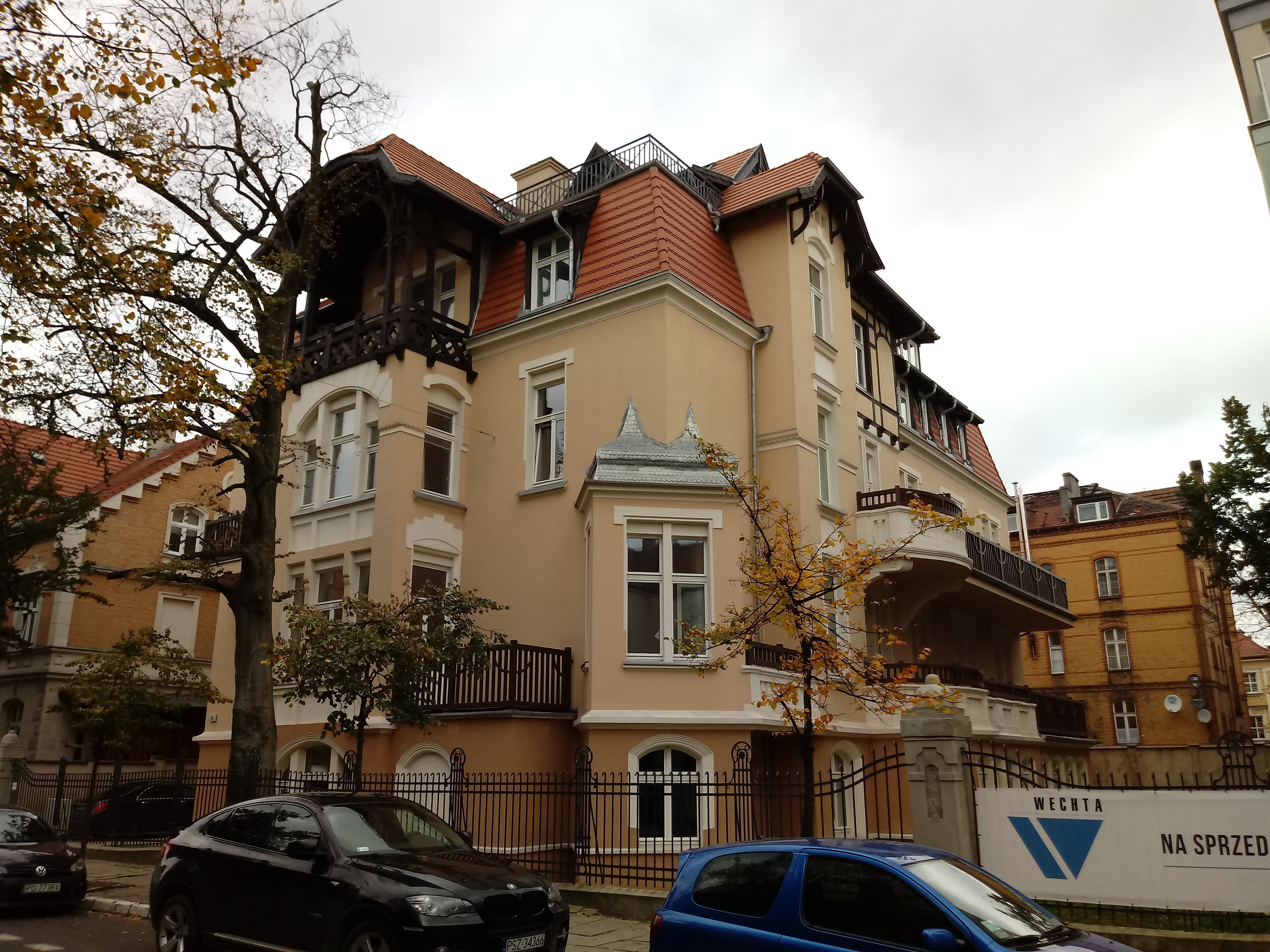
ul. Elizy Orzeszkowej 6, jedna z willi założenia Kaiser-Wilhelm-Anlage

Max Schenck (ur. w XIX wieku, zm. w XX wieku) – architekt, budowniczy.
Mieszkał w Poznaniu przy Thiergartenstrasse nr 7 (obecnie ul. Zwierzyniecka).
Realizacje:
- Kaiser-Wilhelm-Anlage w Poznaniu